# Marius Bülter
Marius Bülter (ur. 29 marca 1993 w Ibbenbüren) – niemiecki piłkarz występujący na pozycji napastnika. Wychowanek Preußen Münster, w trakcie swojej kariery grał także w takich zespołach jak Eintracht Rheine, SuS Neuenkirchen, SV Rödinghausen, 1. FC Magdeburg oraz Union Berlin.